# Српски народни календар
Српски народни календар (Годишњак временски) представља скуп мање-више неписаних правила којих се српски народ вековима придржавао, паралелно са црквеним правилима. Народни календар се базира на црквеном календару Српске православне цркве али се од њега и доста разликује: по именима празника, којима је дао своја специфична обележја, мјесеце назвао старословенским именима или именима празника старословенске митологије, и дао им своја тумачења и начине израчунавања.
Српски народни календар је био званични календар средњовековних српских држава од 1219. године када га је у црквени кодекс унео Свети Сава, па све до 19. века. По њему су писане повеље, закони, одлуке, облигације.
Година дели на лето и зиму. Лето почиње на Ђурђевдан, 6. маја, а зима на Митровдан, 8. новембра.
Посебно значајно је и Преображење, 19. август. када се по старом веровању „мењају гора и вода”.
Стари српски календар користио је византијску каендарску еру, која броји године од 5508. п. н. е., односно од времена када се по Светом писму (Септуагинти) одвило Постање. Један од познатијих примера употреба тог рачунања времена налази се на Смедеревској тврђави, на којој стоји да су Кула и Мали град, двор деспота Ђурђа Бранковића, били подигнути 6938. године од стварања света.

## Прошлост и настанак годишњака
По остацима многобројних вјеровања, обичаја и обреда везаних за зимски и љетни солстициј, јесењу и прољећну равнодневницу, дознаје се да су стари Срби годишње вријеме одређивали по сунчевом кретању, тј. по топлом и хладном времену. Тај период је соларна година и називали су га љетом у смислу трајања од године дана. Каже се „старац од стотину љета“. Посматрајући мјесечеве мијене (прва фаза млад мјесец), његово „пуњење и опадање“ народ је годину дијелио на мјесеце. Дани у мјесецу почињали су од мјесечеве младине и завршавали се пред појаву наредне младине. Вријеме од мјесец дана дијелило се на пет дијелова, сваки од по шест дана, који су се називали по дану одмора: недјеља (по новом седмица). Данашњи народни називи седмичних дана показују да су стари Срби у пријехришћанском времену имали шест дана, без суботе, која је уведена с хришћанством. Тада је у мјесецу било пет недјељних седмица. Прецизно одређивање трајања соларне године није постојало, као што ни сада у народу не постоји прецизно трајање дана и ноћи. Дан је од изласка сунца до његовог заласка; од заласка сунца па до његовог изласка је ноћ. Половина дана по садашњем узимању, је дан, а његова друга релативна половина је ноћ, прва свијетла, а друга тамна. Народ је годину дијелио у два релативна полугодишта: љетње и зимско. Оба приближно одговарају прољећној и јесењој равнодневници. Прелазно вријеме од зиме у љето је „јаро“ или прољеће, а прелазно од љета до зиме је „подзим“ или јесен. Тако су временом настала четири годишња доба по трајању међусобно приближно једнака. Посебност сваког годишњег доба, његове климатске и друге особине, у народу су стварале посебна вјеровања и обреде.

## Нова година
Стари Срби нису прослављали нову годину као што се данас прославља. Мјесто ње прослављали су почетке полугодишта: љета и зиме. Љетником се називало вријеме око 1. марта. И сада се тако назива 1. март у селима Подримља, понегдје на Косову , а у Црној Гори то је прољетњак. Још даље у прошлости Срби су љетник прослављали око прољећне равнодневнице, па је по званичном календару помјерен на 1. март. „Љетник је народна прослава обновљене природе послије проспаване зиме. “ Тог дана се и сада обављају новогодишњи обичаји, који су исти или сродни божићњим. Устаје се рано, дјеца честитају родитељима срећан љетник, иду од куће до куће и свима редом честитају празник. Дјеца у поврци се називају љетничари. Успут сакупљене треске дрвета, уносе у куће на огњишта и успут честитају празник и благосиљају укућане. Домаћица их благосиља љешницима, орасима и медом који се за ту прилику тог дана вади из кошнице. Пази се да у кућу уђе прво мушко дијете ако се у кући желе мушка дјеца, или женско, ако се желе женска дјеца. Учесници гледају да тога дан спазе птицу да би били лаки као она, али и да имају новац код себе да би се множили и зарађивали. У кућу се уносе дренове гранчице са којих сваки укућанин прогута по један пупољак као причест. Пази се на првог посјетиоца тога дана, од кога, по вјеровању зависи срећа у новој години. На овај дан, дан љетника, бирао се или само потврђивао сеоски старјешина. 
И данас се у народу првога марта и уочи Благовјести (25. марта), понегдје и неког другог дана, спаљују буњишта (стрњишта) или се пред улазом у кућу ложи ватра, коју укућани прескачу да би били здрави. Рађања у природи ваља заштити, по вјеровању, палећи нечистоћу и болест.
Зимско полугодиште почиње по завршетку скупљања љетине, управо на почетку јесење сјетве, а код сточара по спуштању стада стоке из планинских станова и катуна у јесен у жупне крајеве, а то је управо око јесење равнодневнице. И по Вуку Караџићу је стара народна нова година почињала у јесен, пошто се покупи љетина. Стари Срби су вријеме рачунали по полугодиштима, а само изузетно на годину: служба је текла од почетка до краја љетњег или зимског полугодишта. (од Ђурђевдана до Митровдана, од 23. априла до 26. октобра); стока је у планини у љетњем полугодишту, а у зимском је код куће; сеобе птица настају у почетку зимског полугодишта, а враћају се пред почетак љетњег полугодишта и друго.

## Народна имена мјесеца у години
Народна имена за мјесеце у години давана су, као и за називе дијелова године, по њиховим природни особинама: сјечањ или сјечко је мјесец који мразом сјече. То је први мјесец у званичној години, јануар, понегдје и други, фебруар; коложег (I), у селима око Ниша коложегом се називало вријеме од нове године до дана св. Јована (7. јануар); вељача, авељача (II) је мјесец често промјењљивог времена; „сјечко сјече, марта (III) дере, л(а)житрава(њ) (IV) коже дере“, тј. стока се у сјечку мрзне, у марту болује, у априлу угине, па јој се тада кожа дере и скупља; сухи, брезен, љетник (III); травањ, биљар, биљобер (IV) је мјесец када се бере пољско биље и од њега вију вјенци за кућу, зграде, торове и њиве, а сада се то чини на Ђурђевдан (23. априла); љековито и магијско биље бере се уочи Ивањдана (24. јуна), па је тај дан посвећен св. Јовану Биљоберу; цвијетни, цвијетањ (V) је вријеме када цвијета цвјеће; црвеник, черешњар (трешњар; VI) је мјесец у коме зрију трешње; горешњак (VII) је најтоплији мјесце у години, назива се и жарки, жетвар, када зрију жита, и српањ када настају жетве; коловоз (VIII) је забиљежен у четрнаестом вијеку у значењу најживљег кретања кола приликом сабирања љетине; у планинским крајевима у којима биолошки процеси касне због другачијих климатских услова српањ је када тамо стигне жетва; назив гумник настао је по вршидби жита на гувнима у том мјесецу; гроздобер (IX) назван је по берби грожђа; листопад (X) је мјесец када почиње да опада лишће; груден (XI); студен, просинац, коледар су називи мјесеца: коложег, у коме се о зимској солстицији спаљивало коло (точак), да би се појачала снага сунца. Неки мјесеци су персонификовани: Дједа Сјечко (I) и Баба Марта (III) а мјесец Студен је с бијелом брадом.
Најстарији забиљежени називи мјесеца су: цвијетиј (V) и черешњар (VI) 1450. и 1489. ; срп п н (VI) је још старословенски назив, употребљава се и у другим словенским језицима; коложег (VIII) у XIV вијеку; груден (XI) и студен (XI, XII).
На једном недатираном рукописном јеванђељу на пергаменту пронађеном у манастиру Боговађи, забиљежени су ови називи мјесеца: роуиен (рујан — септембар), листопад (октобар), лист са називом новембра је изгубљен тако да назив мјесеца изостаје, студени (децембар), просинец (јануар), сјечен (фебруар), сухи (март), брзосок (април), тревен (травањ, мај), изок (јун), червен (јул), за август недостаје назив. Брзок и изог су вјероватно калуђерски називи.
У предјелу Тимока забиљежени су ови називи мјесеца: трешњар (јун), жетвар (јул), гроздобер (септембар), листопад (октобар) и коледар (децембар).
Вук Караџић је у Дубровнику у првој половини 19. вијека забиљежио ове називе мјесеца: сијечањ – јануар, вељача – фебруар, љежак или ожујак – март, травањ – април, мај није забиљежен, липањ – јун, српањ – јул, коловоз – август, рујан – септембар, листопад – октобар, студен – новембар, просинац – децембар.
У неколико српских крајева забиљежени су ови називи за мјесеце: коложег, сјечко, љетник, биљар, черешњар, црвеник, жетвар, гумник, гроздобер, листопад, студен и коледар.
Под утицајем цркве настали су ови називи мјесеца: богојављенски, сретењски, благовјештенски итд. Српска православна црква завела је службени јулијански календар. Тада су многи народни обичаји и обреди помјерени са многобожачких дана празновања на црквене празнике. Тако је испраћај старе године одређен за Бадње вече; нова година се у народу празнује на Божић, а по црквеном календару 1. јануара; љетник се прослављао око прољећне равнодневнице, а сада 1. марта и уочи Ђурђевдана (23. априла).

## Упоредни називи мјесеци
Називи мјесеци који се користе или су се користили код Срба:
|    | латински | српски    | српски народни називи | значење                                                                             |
| -- | -------- | --------- | --------------------- | ----------------------------------------------------------------------------------- |
| 1  |          | јануар    |                       | мјесец када се сијече (дрво), мјесец када се спаљује коло(точак)                    |
| 2  |          | фебруар   |                       | мјесец промјена (вељања)                                                            |
| 3  |          | март      |                       | варљив (лажљив) мјесец                                                              |
| 4  |          | април     |                       | мјесец када трава окопњава и појављује се испод снијега                             |
| 5  |          | мај       |                       | мјесец када пупе (свибе) пупољци                                                    |
| 6  |          | јун       |                       | мјесец када цвјетају липе                                                           |
| 7  |          | јул       |                       | мјесец када се коси (српом), највеће врућине                                        |
| 8  |          | август    |                       | мјесец када се возе запрежна кола (за вријеме жетве), када се врши жито на гумну    |
| 9  |          | септембар |                       | мјесец када све руји (сазрева) и постаје црвено (рујно), мјесец када се бере грожђе |
| 10 |          | октобар   |                       | мјесец када опада лишће                                                             |
| 11 |          | новембар  |                       | хладни (студени) мјесец                                                             |
| 12 |          | децембар  |                       | мјесец када сунце просијава (почиње да сија)                                        |

## Народни празници: мјесецослов
Српски народ је, поред званичних црквених празника, развио читав систем веровања и обичаја везаних за одређене празнике и дао им своје специфично обележје. Током стварања тих обичаја, био је инспирисан званичним црквеним правилима и тумачењима али је често и одступао од њих, и у мањој или већој мери, мењао их и прилагођавао својим старим веровањима и традицији.
| Јануар:    | 2. Кокошији Божић, 5. Туциндан, 6. Бадњи дан, 7. Божић, 7—19. Некрштени дани, 9. Стевањдан, 14. Васиљевдан, 18. Крстовдан, 19. Богојављење, 20. Јовањдан, 27. Савиндан, 29. Верижњаци, 31. Чумин дан |
| Фебруар:   | 12. Три јерарха, 14. Тривундан, 15. Сретење, 24. Власовдан, Теодорова субота |
| Март:      | 14. Летник, 22. Младенци |
| Април:     | 7. Благовести |
| Мај:       | 6. Ђурђевдан, 8. Марковдан, 14. Јеремијиндан, 22. летњи Никола |
| Јун:       | 28. Видовдан |
| Јул:       | 7. Ивањдан, 12. Петровдан, 13. Павловдан, 26. летњи Гаврило, 28. Ћириловдан, 30. Огњена Марија |
| Август:    | 2. Илиндан, 4. Блага Марија, 8. Трнова Петка, 9. Пантелијевдан, 15. Стеван Ветровити, 19. Преображење, 28. Велика Госпојина                                                                          |
| Септембар: | 11. Усековање, 12. Лесендрован, 14. Црквена нова година, 21. Мала Госпојина, 27. Крстовдан јесењи |
| Октобар:   | 12. Михољдан, 19. Томиндан, 20. Срђевдан, 27. Петковдан, 31. Лучиндан |
| Новембар:  | 8. Митровдан, 11. Аврамијевдан, 14. Врачеви, 16. Ђурђиц, 21. Аранђеловдан, 24. Мратиндан |
| Децембар:  | 4. Ваведење, 9. Алимпијевдан, 13. Мечкин дан, 18. Савица, 19. Никољдан, Детињци, Материце, Оци (или Очеви)                                                                                           |

| Ускршњи празници: | Врбица, Цвети, Велики четвртак, Велики петак, Ускрс, Спасовдан, Тројице |

## Народно одређивање датума празника
Народ има своја неписана правила по којима израчунава када је који празник.
Одређивање датума празника:
- „Мали Божић”, или „Васиљевдан”, је седам дана после „Божића”, а „пада” у исти дан када и „Божић”;
- Свети Сава је три недеље после Божића;
- Свети Трифун пада у половини шесте недеље после Божића;
- Спасовдан пада у шести четвртак после Великог Четвртка;
- Духови падају у осму недељу после Ускрса;
- Ивањдан је на пола године после Божића;
- Од Петровдана до Илиндана три недеље;
- Од Илиндана до Велике госпојине 27 дана;
- Од Велике госпојине до Мале госпојине три недеље;
- Од Мале Госпојине до Михољдана три недеље;
- Од Михољдана до Лучиндана три недеље;
- Од Лучиндана до Аранђеловдана три недеље;
- Од Аранђеловдана до Божићних поклада седам дана;
- Од Поклада до Никољдана три недеље;
- Од Никољдана до Божића 19 дана.
- Ваведење пада у седми дана божићњег поста.
- Којег дана у недељи се слави Аранђеловдан, тог дана су и Никољдан и Стевањдан.